# Al Hamra Tower
Al Hamra Tower

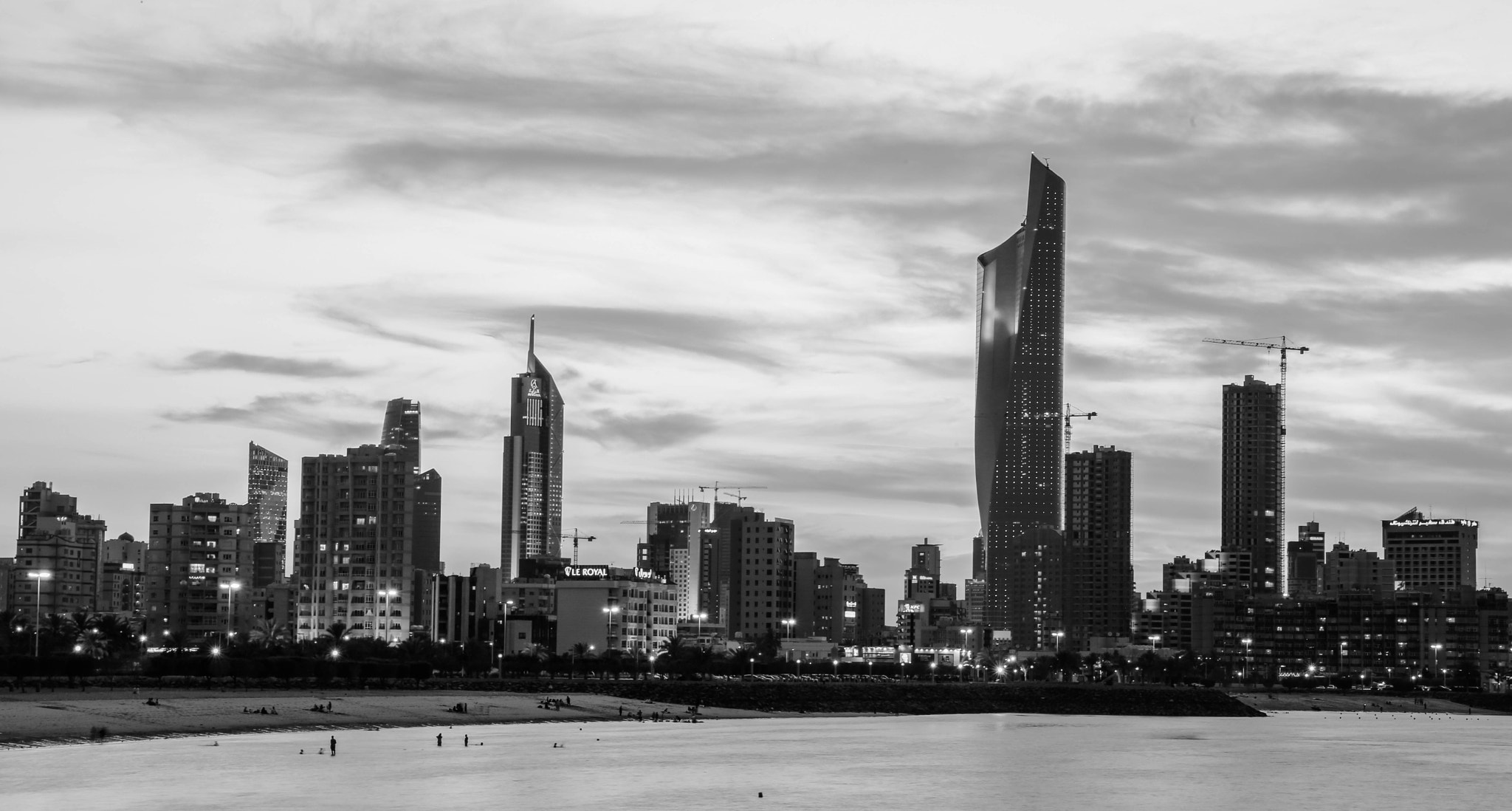
Cidade de Kuwait

O Hamra Tower é um arranha-céu situado no centro da Cidade do Kuwait, Kuwait. Projetado pelos premiados arquitetos de Chicago Skidmore, Owings, & Merrill, a torre é um símbolo e espetacular cartão-postal na skyline de Kuwait City, com uma silhueta curvilínea e exterior totalmente em vidro. A torre alcança 412 metros de altura, fazendo dela o maior edifício em Kuwait (ultrapassando a Liberation Tower), assim como uma das 25 mais altas do mundo.
O espaço usado se situa próximo terá dois teatros populares. O Hamra Theater (o Tower's Namesake) que exibirá filmes árabes ou western, e o Al Firdous Theater que exibirá exclusivamente filmes indianos de Bollywood.
A torre inclui 98.000 metros quadrados de área comercial e escritórios. O edifício conecta-se a um edifício comercial de cinco andares com área de 23,000 metros quadrados de espaço para vendas que inclui um complexo integral de teatros e um estacionamento subterrâneo de 11 andares. O edifício Al Hamra Tower foi construído em uma área de 18,000 metros quadrados no distrito de East Maqwa, em Kuwait City. O desenvolvedor do projeto é a companhia Al Hamra Real Estate com Ajial Real Estate representando o estado.
O complexo inclui a torre com 77 andares com um escritório no andar mais alto e um espetacular restaurante no topo do edifício, um spa e um shopping center. O shopping center conta com 10 telões cineplex e também teatros IMAX.